# Harry Spanjer
Henry John "Harry" Spanjer (Grand Rapids, Michigan, 9 de gener de 1873 - Saint Petersburg, Florida, juliol de 1958) va ser un boxejador estatunidenc de primers del segle xx. És un dels únics quatre boxejadors en la història dels Jocs Olímpics que ha guanyat dues medalles olímpiques en dos pesos diferents en uns mateixos Jocs.
El 1904 va prendre part en els Jocs Olímpics de Saint Louis. Disputà dues categories, la de pes lleuger i pes wèlter, guanyant l'or en el pes lleuger i la plata en el pes wèlter.